# Гобяти
Гобяти (пол. Gobiaty) — село в Польщі, у гміні Грудек Білостоцького повіту Підляського воєводства.
Населення — 8 осіб (2011).
У 1975-1998 роках село належало до Білостоцького воєводства.

## Демографія
Демографічна структура станом на 31 березня 2011 року:
|          | Загалом | Допрацездатний вік | Працездатний вік | Постпрацездатний вік |
| -------- | ------- | ------------------ | ---------------- | -------------------- |
| Чоловіки | 6       | 0                  | 5                | 1                    |
| Жінки    | 2       | 0                  | 1                | 1                    |
| Разом    | 8       | 0                  | 6                | 2                    |